# Christophe Grégoire
Christophe Grégoire (Luik, 20 april 1980) is een Belgisch voetbalcoach en voormalig voetballer. Hij speelde als middenvelder.

## Spelerscarrière
Grégoire begon op jonge leeftijd in 1985 met voetballen bij FC Seraing. In 1996, het jaar dat Seraing fusioneerde met Standard Luik, maakte hij de overstap naar de jeugd van Club Luik. Bij die club maakte hij in 1999 zijn debuut in de Tweede Klasse. Een jaar later zat hij al in Eerste klasse, toen Excelsior Moeskroen de middenvelder overnam van Club Luik. Bij Moeskroen werd hij onder leiding van trainer Hugo Broos een vaste waarde. In januari 2005 haalde Broos, die in 2002 trainer was geworden van RSC Anderlecht, Grégoire naar het Astridpark. Grégoire mocht echter slechts sporadisch spelen voor Anderlecht, dat in het seizoen 2004/05 vicelandskampioen werd.
In 2005 werd Broos ontslagen en vervangen door Franky Vercauteren, en dus mocht Grégoire ook vertrekken. Zo kwam hij bij het KAA Gent van trainer Georges Leekens terecht, waar hij een belangrijke pion werd in het A-elftal. Zijn goede wedstrijden werden beloond met een debuut voor de Belgische nationale ploeg.
Op 11 januari 2008 tekende Grégoire een contract voor 2,5 jaar bij het Nederlandse Willem II, dat een afkoopsom moest betalen voor zijn nog tot 2009 doorlopende contract. Ook enkele clubs uit de Duitse Bundesliga, zoals Borussia Dortmund, hadden belangstelling getoond. In zijn eerste half jaar was Grégoire basisspeler en had hij een aandeel in het lijfsbehoud in de Eredivisie. Na de zomerstop ging het minder en verloor Grégoire zijn basisplaats. Hij moest in de pikorde genoegen nemen met een plek achter Saïd Boutahar en Mehmet Akgün. In december 2008 gaf hij aan graag te willen vertrekken bij Willem II om meer aan spelen toe te komen. Ondanks de vermeende interesse van het Belgische Bergen vertrok hij per 30 januari 2009 op huurbasis naar Sporting Charleroi. De Waalse club had ook een optie tot koop bedongen, maar maakte daarvan geen gebruik.
Op 1 augustus 2009 maakte Grégoire zijn eerste doelpunt voor Willem II. Zijn 1-0 in de met 3-1 gewonnen thuiswedstrijd tegen Vitesse was tevens het allereerste doelpunt van het seizoen 2009/10 in de Eredivisie. Met dat doelpunt werd hij ook de speler met het vroegste doelpunt in de Nederlandse competitie ooit. Hij was daarmee 9 dagen eerder dan het eerste doelpunt in het seizoen 1969/70 (op 10 augustus 1969). Grégoire ging ook de boeken in als de eerste speler met een rode kaart in het seizoen 2009/10, door zijn rode kaart tegen Vitesse (2x geel). Hij is de vaste penaltynemer voor zijn club en benutte in het seizoen 2009/10 vier strafschoppen. Grégoire begon het seizoen als basisspeler. Vlak na de winterstop zorgde ziekte en een blessure voor een afwezigheid van enkele weken. In de tussentijd ontsloeg Willem II trainer Alfons Groenendijk, huurde het Stefan Nijland van PSV en werd Arno Pijpers aangesteld als nieuwe trainer. De Belg verloor zijn vaste basisplaats. Bovendien maakte de club in maart 2010 bekend dat het aflopende contract van de middenvelder niet zou worden verlengd. De Tricolores moesten bezuinigen en daarvan was Grégoire als een van de best betaalde spelers uit de selectie, het slachtoffer.
Op 1 december 2010 tekende hij een contract bij zijn ex-club Sporting Charleroi. Hier kwam hij echter niet veel aan spelen. Uiteindelijk werd zijn aflopend contract niet verlengd. Na een tijdje werkloos te zijn tekende hij bij de Belgische vierdeklasser Sprimont Comblain Sport. Daar werd hij in april 2014 trainer na het ontslag van Didier Ernst.

### Lijst van interlands
| Nr° | Interland           | Datum            | Uitslag | Speelminuten                       | Goals | Assists | Geel | Rood |
| --- | ------------------- | ---------------- | ------- | ---------------------------------- | ----- | ------- | ---- | ---- |
| 1   | België-Finland      | 13 oktober 2007  | 0-0     | 67 (na 67 minuten eraf voor Sonck) | 0     | 0       | /    | /    |
| 2   | Azerbeidzjan-België | 21 november 2007 | 0-1     | 68 (na 68 minuten eraf voor Goor)  | 0     | 0       | /    | /    |

## Trainerscarrière
Grégoire was twee jaar trainer bij Sprimont Comblain Sport, de club waar hij in 2014 zijn spelerscarrière had beëindigd. In november 2016 werd hij er ontslagen. Een maand later begon hij aan een nieuw trainersavontuur bij RFC Seraing. Gregoire bleef er drie jaar, tot hij in december 2019 werd ontslagen.
Voor aanvang van het seizoen 2021/22 werd Grégoire voorgesteld als de nieuwe hoofdcoach van Excelsior Virton, dat na een jaar afwezigheid opnieuw mocht uitkomen in Eerste klasse B. Virton begon het seizoen met 1 op 9, maar knoopte vervolgens aan met 6 op 12. Na de 2-1-zege van Excel Moeskroen tegen Lierse Kempenzonen op de dertiende competitiespeeldag werd Virton, dat twee dagen eerder met 0-3 had verloren van Waasland-Beveren, alleen laatste. Een week later verloor Virton met 3-0 van KMSK Deinze, waardoor de eerste 0 op 9 van het seizoen een feit was. Op 12 december 2021 pakte Grégoire een punt tegen Lierse Kempenzonen, maar uiteindelijk kwam er toch een einde aan de samenwerking. Virton eindigde dat seizoen laatste in Eerste klasse B, maar kon zich handhaven door het faillissement van Excel Moeskroen.
In juni 2022 was Grégoire een van de kandidaten om Jean-Sébastien Legros op te volgen als hoofdtrainer van Stade Disonais, maar de club koos uiteindelijk voor Christophe Kinet. Anderhalf jaar later werd hij assistent bij de Belgische beloften. Dat avontuur duurde niet lang, want in juni 2024 plukte Lierse SK hem er weg om Sven Vandenbroeck op te volgen als hoofdtrainer. Grégoire begon in de Challenger Pro League met een 0-1-zege bij het Zulte Waregem van zijn voorganger Sven Vandenbroeck. Zes dagen later boekte Lierse ook een 3-2-zege tegen RFC Seraing. De resultaten gingen evenwel achteruit – na de 4-0-zege tegen Francs Borains op de zevende competitiespeeldag sprokkelde Lierse onder Grégoire slechts 6 op 24 in de competitie –, alsook het niveau van het voetbal. Op 16 december 2024 werd aangekondigd dat Lierse de samenwerking met Grégoire had stopgezet.